# Черкаська обласна рада
Черка́ська обласна́ ра́да — є представницьким органом місцевого самоврядування, що представляє спільні інтереси територіальних громад сіл, селищ, міст, у межах повноважень, визначених Конституцією України, Законом України «Про місцеве самоврядування в Україні» й іншими законами, а також повноважень, переданих їм сільськими, селищними, міськими радами.
Обласна рада складається з депутатів, обирається населенням Черкаської області терміном на 5 років. Рада обирає постійні і тимчасові комісії. Обласна рада проводить свою роботу сесійно. Сесія складається з пленарних засідань і засідань її постійних комісій.

## Керівники обласної ради
- Лутак Іван Кіндратович — голова виконкому Черкаської обласної Ради депутатів трудящих у 1954−1961 роках
- Степаненко Ігор Дмитрович — голова виконкому Черкаської обласної Ради депутатів трудящих у 1961−1963 роках
- Стеценко Степан Омелянович — голова виконкому Черкаської обласної Ради депутатів трудящих у 1963−1967 роках
- Корж Микола Панасович — голова виконкому Черкаської обласної Ради депутатів трудящих у 1967−1973 роках
- Ліпко Михайло Юрійович — голова виконкому Черкаської обласної Ради депутатів трудящих у 1973−1976 роках
- Грицай Олександр Андрійович — голова виконкому Черкаської обласної Ради депутатів трудящих у 1976−1979 роках
- Шаповал Володимир Никифорович — голова виконкому Черкаської обласної Ради народних депутатів у 1979−1991 роках, голова Черкаської обласної ради у 1991 році
- Капралов Геннадій Іванович — голова Черкаської обласної ради у 1992—1994 та 2001−2005 роках
- Цибенко Василь Григорович — голова Черкаської обласної ради у 1994—1995 роках
- Лук'янець Володимир Лукич — голова Черкаської обласної ради у 1998—2001 роках
- Павліченко Віктор Васильович — голова Черкаської обласної ради у 2005−2006 роках
- Гресь Володимир Анатолійович — голова Черкаської обласної ради з 28 квітня 2006 року до 17 листопада 2010 року
- Черняк Валерій Петрович — голова Черкаської обласної ради з 17 листопада 2010 року до 25 лютого 2014 року
- Коваленко Валентина Михайлівна — голова Черкаської обласної ради з 25 лютого 2014 року до 20 листопада 2015 року
- Вельбівець Олександр Іванович — голова Черкаської обласної ради з 20 листопада 2015 року до 22 листопада 2018 року
- Тарасенко Валентин Петрович — в.о. голови Черкаської обласної ради з 22 листопада 2018 року до 29 жовтня 2019 року
- Підгорний Анатолій Вікторович — голова Черкаської обласної ради з 29 жовтня 2019 року[1]; переобрано головою ради 8-го скликання 4 грудня 2020 року.

## Попередні скликання

### VII скликання
Станом на кінець 2019 року:

     ВО «Черкащани» (14)

     ВО «Батьківщина» (12)

     Блок Петра Порошенка (8)

     Відродження (8)

     Шевченків край (8)

     УКРОП (7)

     Радикальна партія Олега Ляшка (5)

     ВО «Свобода» (5)

     Основа (5)

     Позафракційні (10)

     Вакантні місця (2)